# Жадовка (Саратовская область)
Жадовка — село в Дергачёвском районе Саратовской области России. Входит в состав Камышевского муниципального образования.

## История
В «Списке населённых мест Самарской губернии по данным 1859 года» населённый пункт упомянут как владельческий хутор Жадов (Анастасьевский) Новоузенского уезда (2-го стана) при речке Лесной Жестянке, расположенный в 136 верстах от уездного города Новоузенска. В деревне имелось 8 дворов и проживало 76 жителей (36 мужчин и 40 женщин).
Согласно «Списку населённых мест Самарской губернии по сведениям за 1889 год» в Жадове, относившейся к Натальинской волости, насчитывалось 19 дворов и проживал 141 человек.

## География
Село находится в восточной части Саратовской области, в степной зоне, в пределах Сыртовой равнины, на берегах реки Песчанка (приток реки Жестянка), на расстоянии примерно 36 километров (по прямой) к северо-востоку от посёлка городского типа Дергачи, административного центра района. Абсолютная высота — 70 метров над уровнем моря.

## Население
| 2002 | 2010 | 2012 | 2013 | 2014 | 2015 |
| ---- | ---- | ---- | ---- | ---- | ---- |
| 556  | ↘393 | ↘367 | ↘346 | ↘330 | ↘303 |

Гендерный состав
По данным Всероссийской переписи населения 2010 года в гендерной структуре населения мужчины составляли 47,1 %, женщины — соответственно 52,9 %.
Национальный состав
Согласно результатам переписи 2002 года, в национальной структуре населения русские составляли 51 % из 566 человек.

## Инфраструктура
В посёлке функционируют основная общеобразовательная школа, детский сад, дом культуры, фельдшерско-акушерский пункт и отделение Почты России.

## Улицы
Уличная сеть села состоит из девяти улиц и одного переулков.